# Мищенко, Игорь Тихонович
Игорь Тихонович Мищенко (30 июля 1937, Уфа, СССР — 21 июня 2020) — советский и российский учёный, доктор технических наук, профессор. Заслуженный деятель науки Российской Федерации, лауреат двух премий Правительства Российской Федерации в области науки и техники.
Автор более 350 научных работ и 50 изобретений.

## Биография
Родился в Уфе, учился в местном геологоразведочном техникуме и Уфимском нефтяном институте.
Декан факультета разработки нефтяных и газовых месторождений РГУ нефти и газа им. И. М. Губкина (с 1989 по 2012 годы), заведующий кафедрой разработки и эксплуатации нефтяных месторождений (с 1988 по 2020 годы).
Научные интересы сосредоточены в области эксплуатации нефтяных и газовых скважин.

## Основные публикации
Автор более 350 научных работ, вузовских учебников, изобретений.
- Мищенко И. Т. Скважинная добыча нефти. М.: Нефть и газ, 2007. 826с.
- Мищенко И. Т. Теория и практика механизированной эксплуатации скважин с вязким и многофазным флюидами. Дис. д. т. н. М. 1983
- Грон В. Г., Мищенко И. Т. Определение забойного давления в добывающих скважинах, оборудованных установками погружного центробежного насоса, Москва 1993, 128с

## Награды и звания
- Заслуженные деятель науки Российской Федерации (1997)
- Заслуженный работник Министерства топлива и энергетики Российской Федерации (1998)
- Отличник высшей школы СССР (1987)
- Почётный нефтяник СССР (1990)
- Почётный работник высшего профессионального образования Российской Федерации (2000)
- Изобретатель СССР (1985)
- Лауреат двух премий Правительства Российской Федерации (1997, 2009)
- Лауреат трёх премий имени И. М. Губкина (1998, 2002, 2006)
- Золотая медаль «Человека года» Американского биографического института (1994, 1997) ,
- Большая серебряная медаль Международного биографического центра (Кембридж, Англия)